# Hybos aimai
Hybos aimai är en tvåvingeart som beskrevs av Smith 1965. Hybos aimai ingår i släktet Hybos och familjen puckeldansflugor.
Artens utbredningsområde är Nepal. Inga underarter finns listade i Catalogue of Life.